# Musée de l’Œuvre Notre-Dame

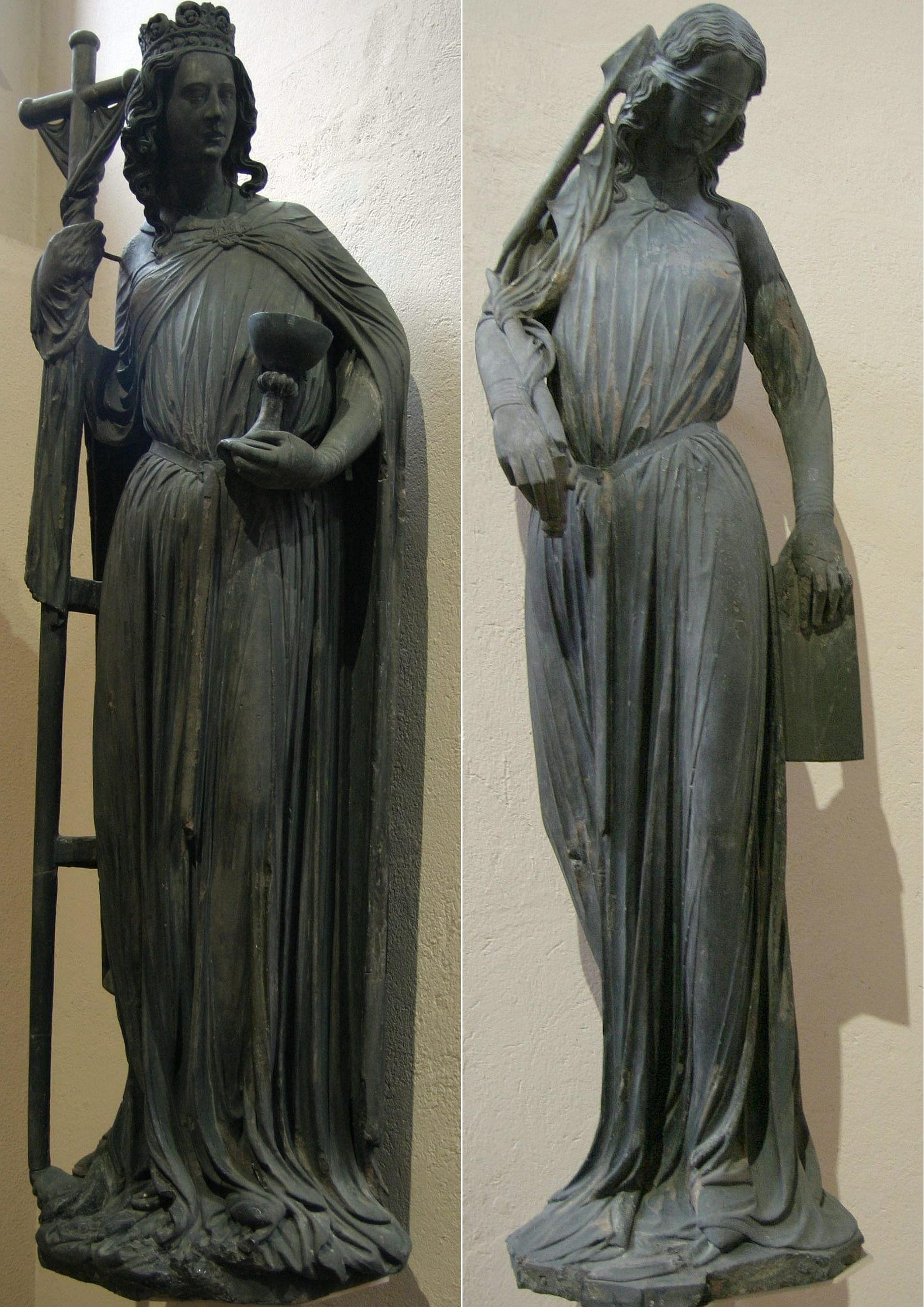
Eklezja i Synagoga, około 1225-1230. Oryginalne figury z elewacji południowej katedry w Strasburgu

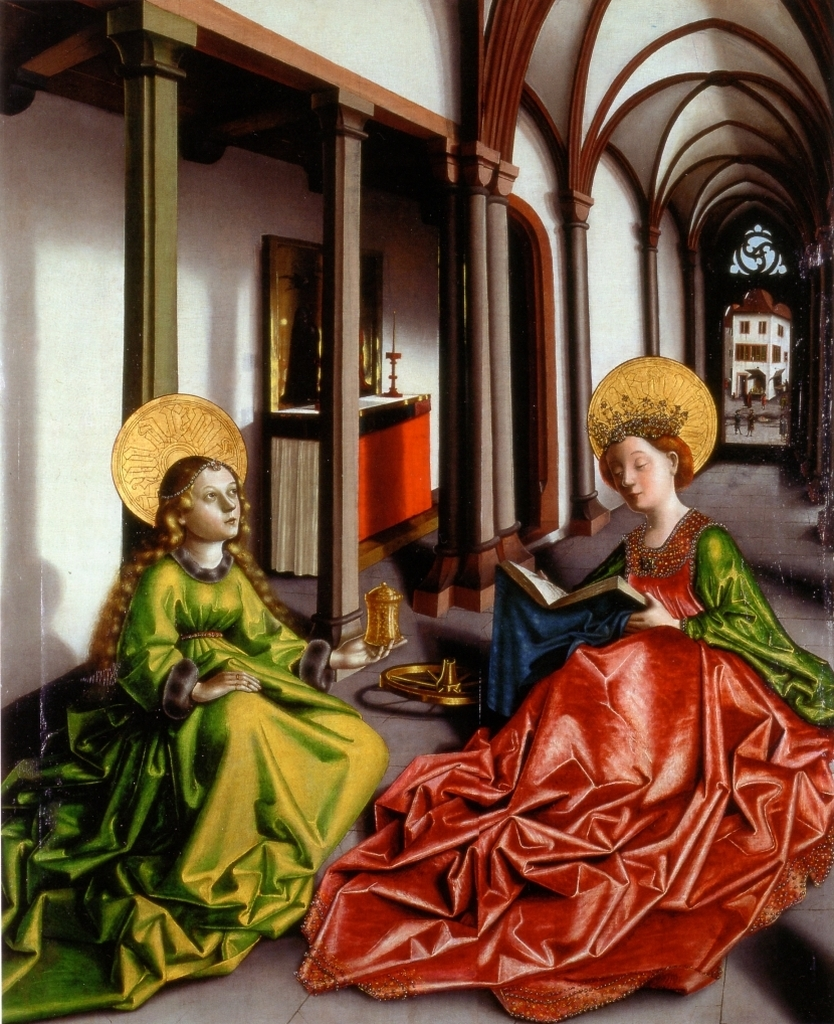
Konrad Witz, Święte Maria Magdalena i Katarzyna, około 1440 rok

Musée de l’Œuvre Notre-Dame (w wolnym tłumaczeniu Muzeum Dzieł Sztuki Katedry Najświętszej Marii Panny, niem. Frauenhausmuseum) – muzeum sztuki, jeden z oddziałów Musées de la Ville de Strasbourg (Muzeów Miasta Strasburga) mieszczący się w połączonych ze sobą dwóch kamienicach (gotyckiej i manierystycznej), stanowiących część dawnych zabudowań kurii katedralnej. Muzeum to gromadzi dzieła rzeźby (architektonicznej, statuarycznej, ołtarzowej), malarstwa (tablicowego i witrażowego) i rzemiosła (złotnictwa, stolarstwa, snycerstwa, tkactwa, etc.), z których znaczna część związana jest ze strasburską katedrą i jej pierwotnym wystrojem.

## Dzieje
Najstarsza wzmianka o katedralnym skarbcu i ich kustoszach pochodzi z roku 1246. Dokument ten wymienia także powołaną do opieki nad majątkiem katedralnym organizację zwaną Fondation de l’Œuvre Notre-Dame. W dalszych czasach gromadzono tu zabytki, które usuwano z wystroju katedry, m.in. fragmenty gotyckiej przegrody chórowej zniszczonej w roku 1681, uszkodzone, lub zniszczone podczas rewolucji francuskiej rzeźby lub elementy wystroju głównej świątyni Strasburga. W XIX wieku powołano Société pour la conservation des monuments historiques d’Alsace (Stowarzyszenie dla Konserwacji Zabytków Historycznych Alzacji), którego zadaniem było ratowanie przed dalszym zniszczeniem lub zaginięciem, kolekcjonowanie dzieł rzeźby, malarstwa i rzemiosła artystycznego pochodzących z obiektów sakralnych, które zostały zniszczone lub sekularyzowane na przełomie XVIII i XIX stulecia. Podczas niemieckich rządów w Alzacji zbiory muzealiów się powiększyły m.in. o część prywatnych zbiorów cesarza Wilhelma II, ponadto powołano "Hohenlohe Museum", w którym zgromadzono zabytki rzemiosła artystycznego od średniowiecza do wczesnego baroku. Osobą, która stworzyła podwaliny obecnego Musée de l’Œuvre Notre-Dame był alzacki  kurator Hans Haug (1890-1965), który był w latach 1919-1963 głównym dyrektorem Muzeów Strasburskich. W oparciu o ideę rekonstrukcji kultury średniowiecznego Strasburga i Alzacji Haug zgromadził rozproszone po całym mieście dzieła sztuki dawnej, które miały obrazować epokę, kiedy miasto było w cieniu powstającej katedry, stanowiło miejsce lokalnych tendencji artystycznych determinujące rozwój romanizmu i gotyku, przeżywało walki o przywileje mieszczan, stanowiło ważny ośrodek drukarstwa, a następnie humanizmu i reformacji. Miejscem gdzie realizowano tę ideę została część sąsiadującego od południa kwartału zabudowy (gotycka i manierystyczna kamienica, wraz z łączącym je skrzydłem i dziedzińcem), gdzie znajdowało się wcześniej niewielkie muzeum katedralne. Po rewitalizacji i adaptacji większości pomieszczeń w 1931 roku nastąpiło otwarcie muzeum pod obecną nazwą. Po odbudowie ze zniszczeń wojennych i zgromadzeniu ewakuowanych muzealiów ponowne otwarcie Musée de l’Œuvre Notre-Dame miało miejsce w 1956 roku. Obok muzeum mieści się siedziba Fundacji Dzieł Sztuki Katedry Najświętszej Marii Panny (Fondation de l’Œuvre Notre-Dame), ponadto pracownie konserwatorskie oraz warsztaty kamieniarski i rzeźbiarski.   

## Architektura i wystrój zabudowań muzeum
Położone na południe od katedry zabudowania obecnego muzeum mają metrykę sięgającą XIII wieku. W obecnym stanie składają się z dwóch wielokondygnacyjnych kamienic oraz łączącego je skrzydła południowego. Od strony północnej kamienice połączone są wysokim murem oddzielającym wewnętrzny dziedziniec od placu przykatedralnego. Przez długie lata zabudowania pełniły rozmaite funkcje, administracyjne, handlowe, mieszkalne i muzealne. Znajdowały się w tym miejscu również pracownie rzeźbiarskie i kamieniarskie, dla strzech pracujących podczas budowy i dekoracji katedry. Starszy gotycki dom Frauenhaus (Dom Marii) wzniesiono w 1347 roku i przebudowano w XVI stuleciu wedle projektów Hansa Thomana Uhlbergera, który wzniósł m.in. klatkę schodową, która przylega do elewacji od strony dziedzińca. W roku 1579 wzniesiono drugi dom w stylu manierystycznym. W architekturze tej kamienicy są widoczne silne wpływy późnego gotyku. W późniejszym okresie dodano trzecie, szachulcowe skrzydło łączące obie kamienice. Wewnątrz wszystkich zabudowań zachowały się częściowo pomieszczenia z oryginalnym wystrojem, w tym autorstwa Uhlbergera, m.in. sala administracyjna, sala kamieniarzy i rzeźbiarzy i klatka schodowa.

## Zbiory
Struktura muzeum rozplanowana przez Hansa Hauga jest w lwiej części oparta na dopasowaniu eksponatów do najbardziej adekwatnych pod względem historycznych pomieszczeń. Tematem przewodnim muzeum jest katedra jej historia, architektura i  wystrój, stąd też w odpowiednich pomieszczeniach urządzono lapidarium mieszczące główne, oryginalne zabytki rzeźby architektonicznej (zastąpione in situ kopiami), sale poświęcone dziejom ikonografii katedry, kolekcję witraży. Ponadto muzeum gromadzi zbiory archeologiczne, kolekcję rzeźby antycznej, gotyckiej i renesansowej rzeźby drewnianej, malarstwa, dzieł rzemiosła artystycznych.
- Zbiory rzeźby tworzą przede wszystkim oryginalne, kamienne figury pochodzące z katedry i mniejsze dzieła rzeźby architektonicznej (wsporniki, zworniki, konsole etc.). Do najcenniejszych należą rzeźby Eklezji i Synagogi z elewacji południowego ramienia transeptu, figury Panien Mądrych i Panien Głupich oraz Kusiciela z trzech portali zachodnich, figury Trzech Króli i Madonny z Dzieciątkiem z portalu północnego, fragmenty przegrody chórowej. Z rzeźby kamiennej wyróżniają się także prace Mikołaja z Lejdy w tym popiersie młodzieńca, niekiedy uważane za autoportret mistrza. Ponadto popiersia i fragmenty figur Niclasa von Hagenau, najprawdopodobniej fragmenty zniszczonego w okresie reformacji pierwotnego, późnogotyckiego retabulum ołtarza głównego, grupa Bożego Narodzenia pochodząca ze strasburskiej kartuzji, figura św. Wawrzyńca Jeana d'Aix i wiele innych.
- Kolekcja ikonografii katedry strasburskiej gromadzi rozmaite sztychy, rysunki i grafiki związane z architekturą świątyni. Wyróżniają się oryginalne rysunki fragmentów elewacji i detali architektonicznych z XIII i XIV wieku.
- Zbiory witraży tworzą prócz romańskich i gotyckich kwater z okien katedry (m.in. Tronujący Chrystus, Nawiedzenie św. Elżbiety) witraże z m.in. strasburskiego kościoła Saint-Pierre-le-Vieux, kościoła Saint-Maurice w Mutzig, czy dawnego opactwa w Wissembourg.
- Kolekcję tapiserii reprezentuje m.in. zespół czterech gobelinów z lat około 1450-80 przedstawiających Żywot Św. Attalego (Adalberta) i Żywot Św. Otylii.
- Zbiory malarstwa otwierają gotyckie malowidła przedstawiające Narodziny Marii i Zwątpienie św. Józefa pędzla nieznanego mistrza alzackiego. Do najcenniejszych dzieł malarstwa górnoreńskiego należy namalowany w Bazylei przez Konrada Witza obraz Święte Maria Magdalena i Katarzyna. Ciekawym tematycznie obrazem jest Para martwych kochanków z około roku 1470. Z malarstwa renesansu wyróżnia się zespół prac Hansa Baldunga Święty Maciej i święty Jerzy, Autoportret, Portret Volmara Kellera, Madonna z Dzieciątkiem pośród winogron. Z malarstwa XVII zespół obrazów miejscowego malarza preferującego temat martwych natur – Sebastiana Stoskopffa.

## Galeria

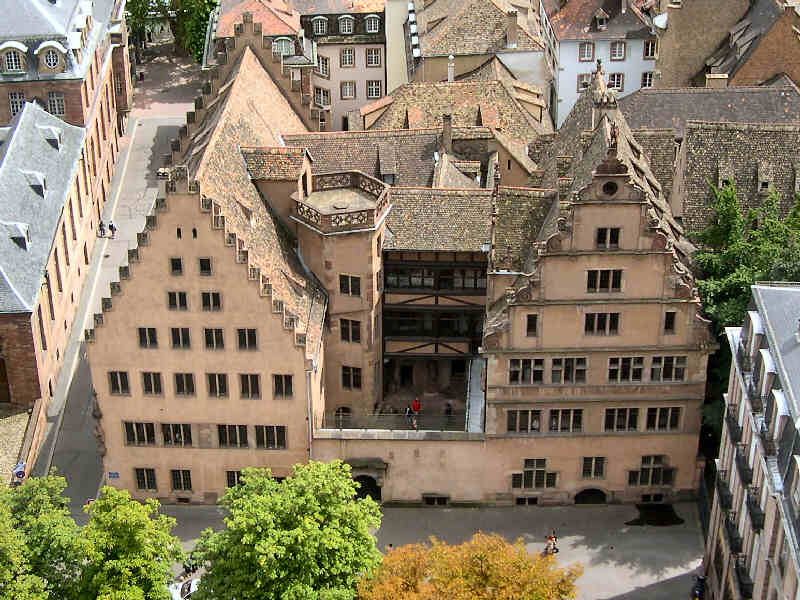
Widok ogólny na muzeum
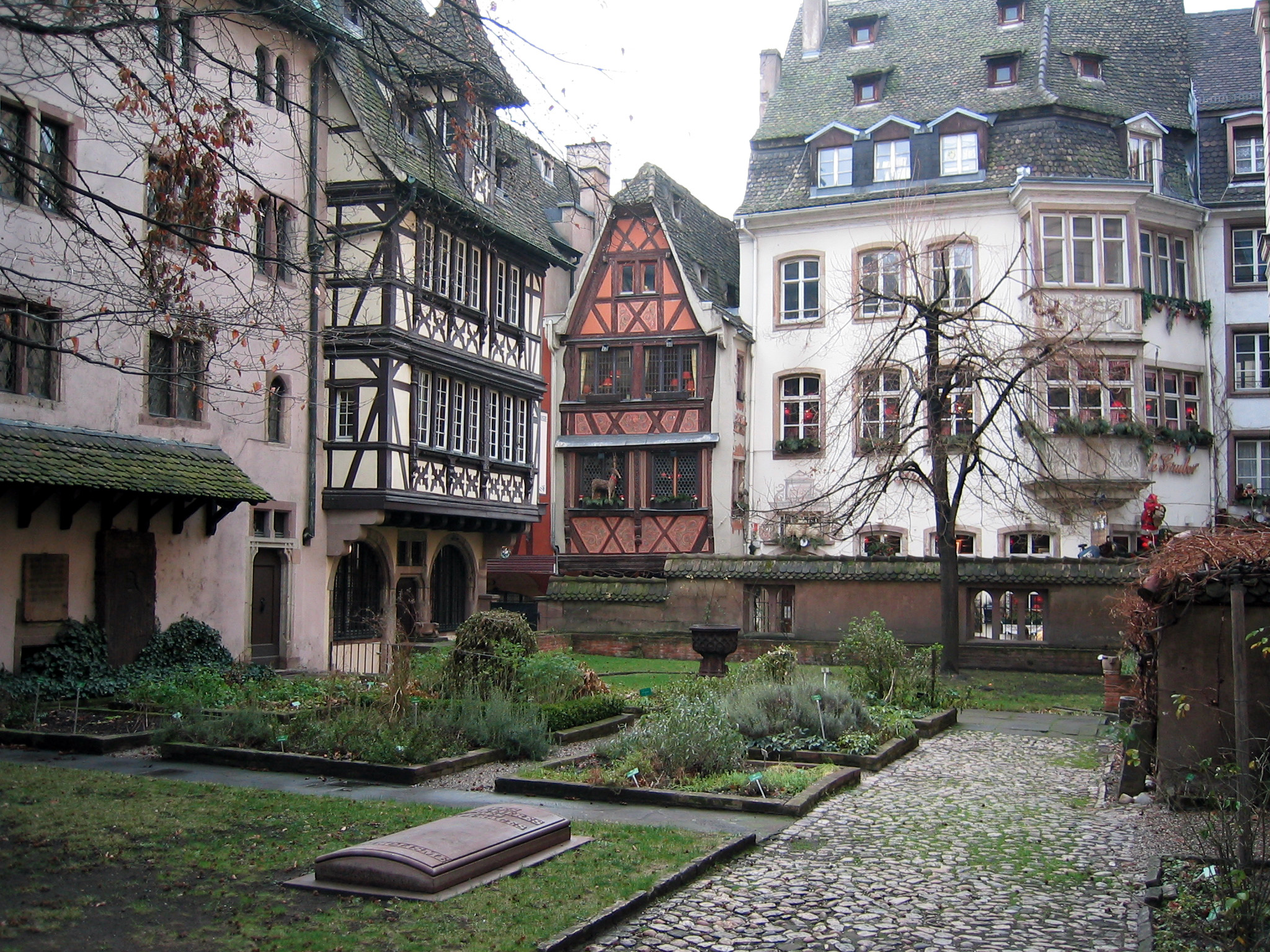
Fragment ogrodu muzealnego
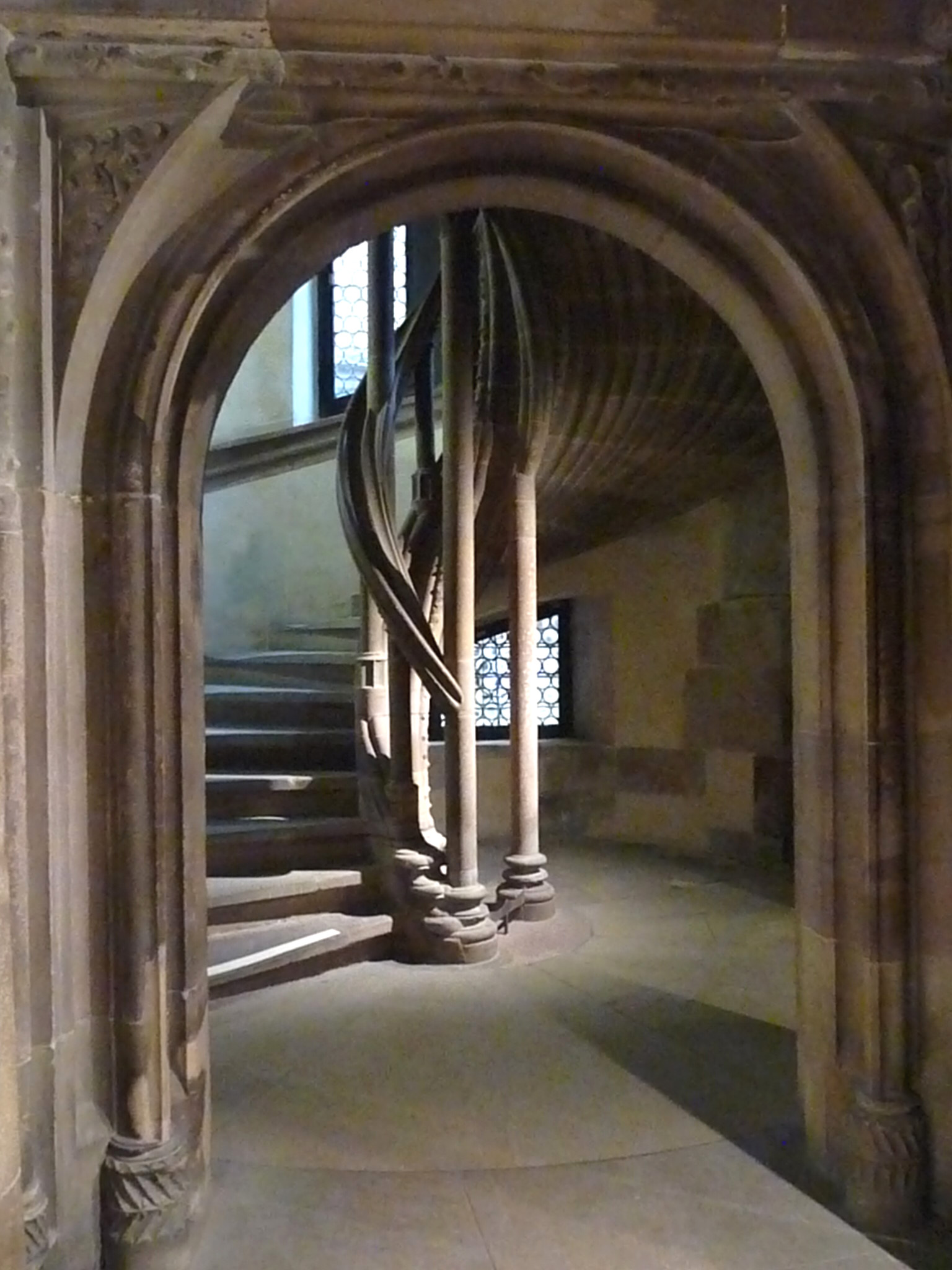
Postgotycka klatka schodowa
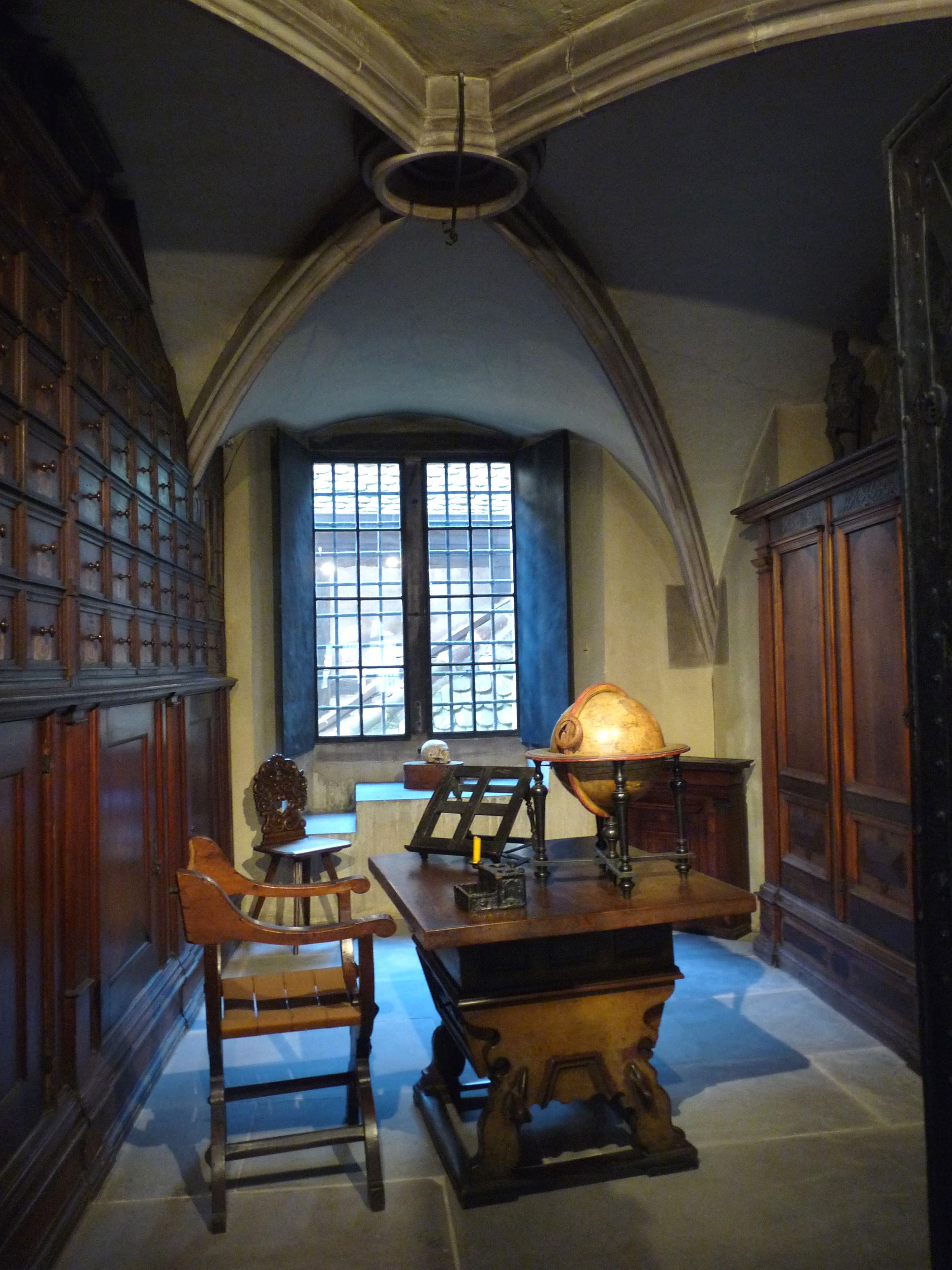
Jedno z zabytkowych pomieszczeń
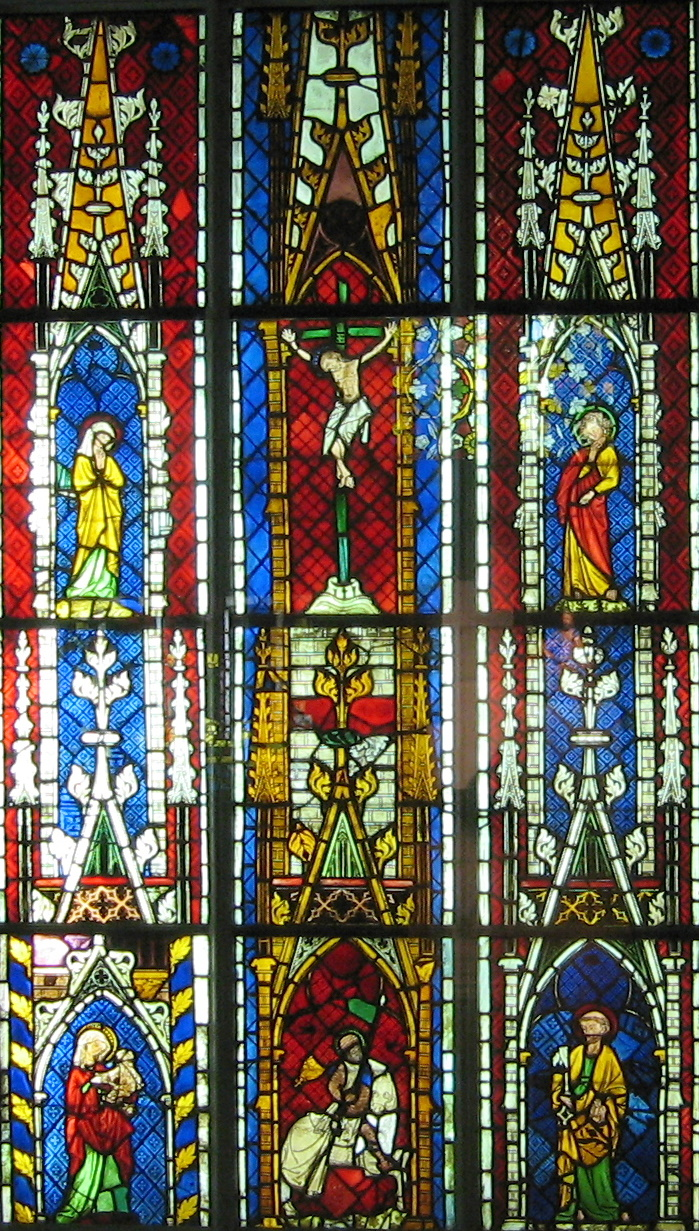
XIV wieczne witraże z kościoła Saint-Maurice w Mutzig
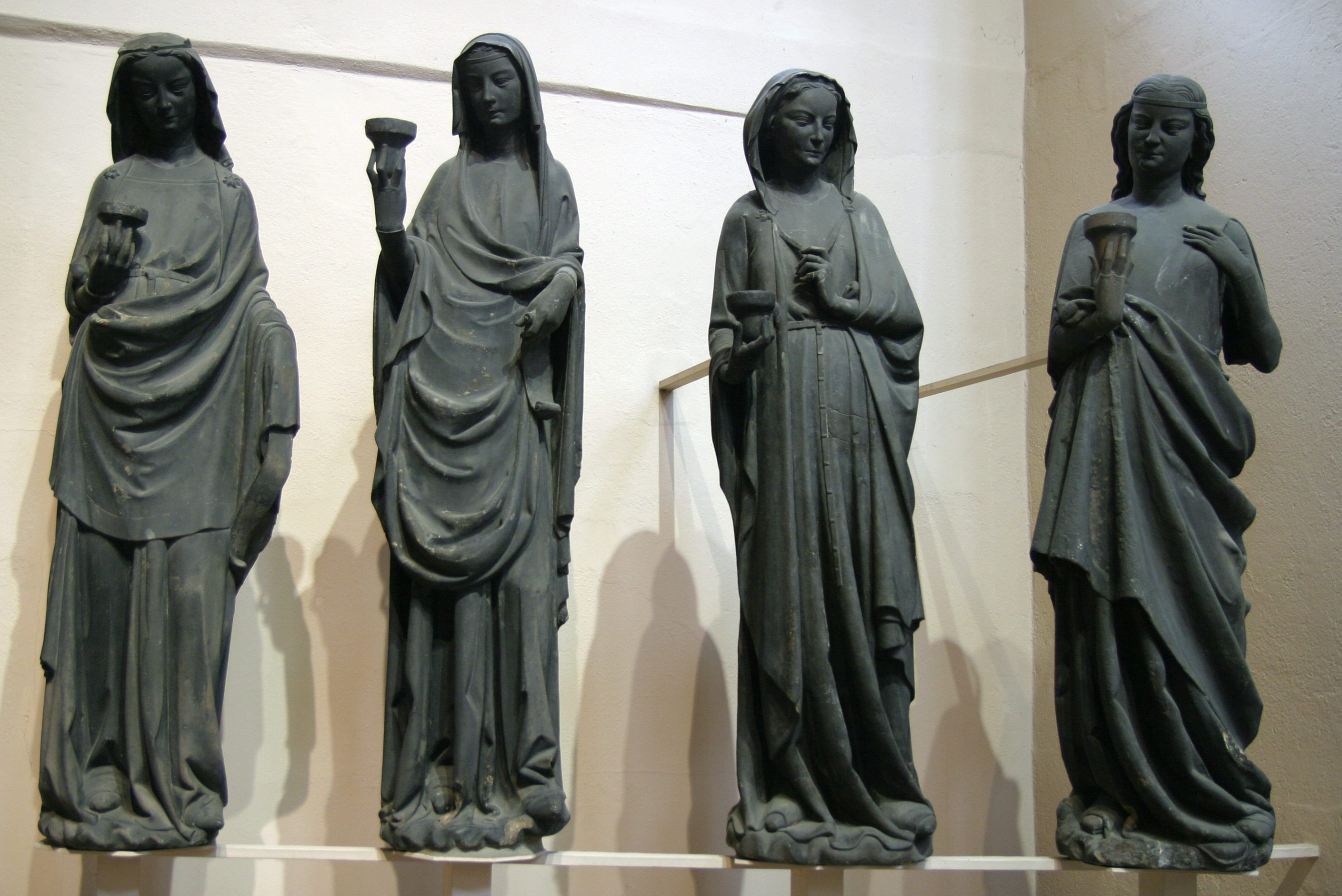
Panny Mądre oryginalne figury północnego portalu fasady zachodniej katedry strasburskiej
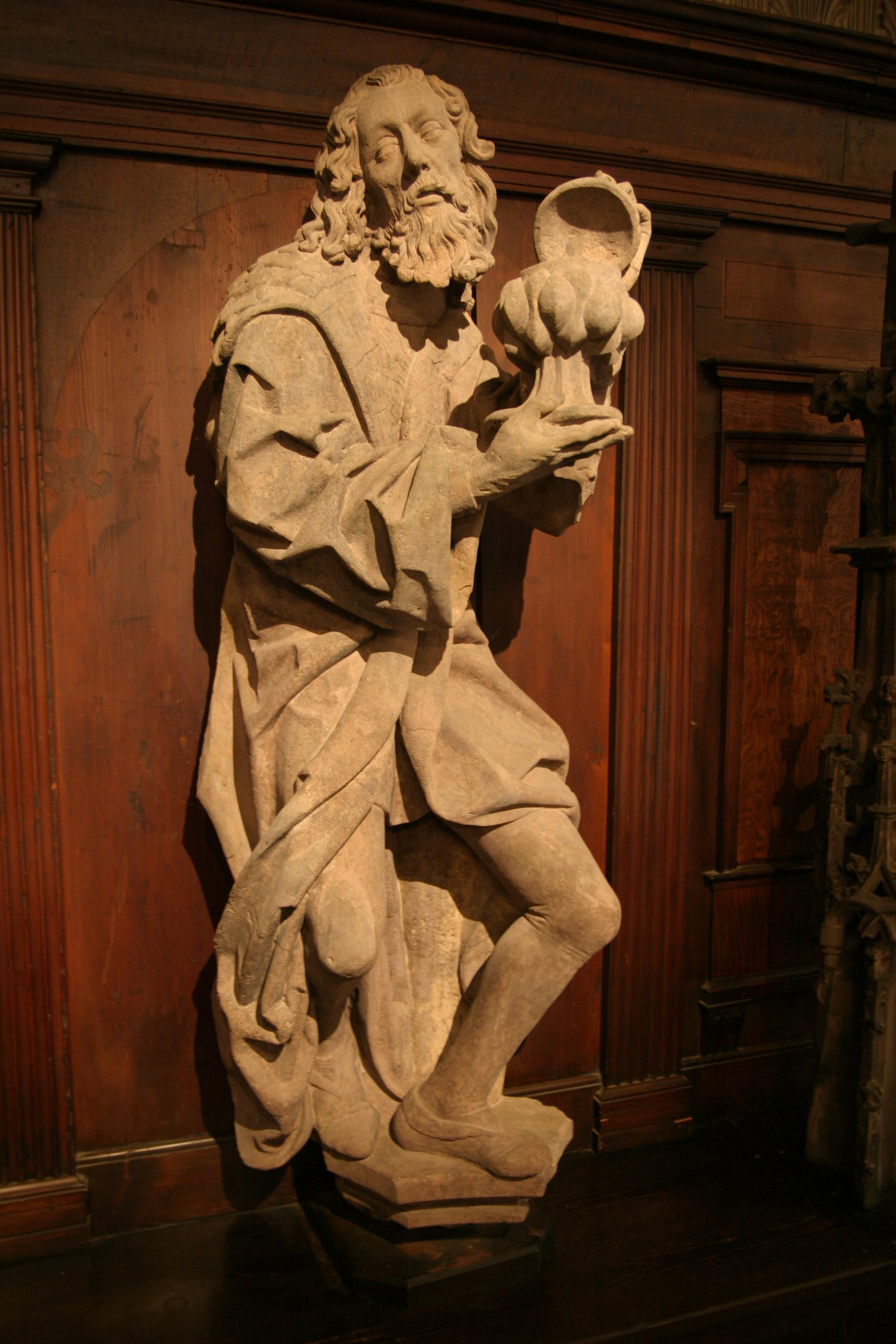
Figura króla z portalu elewacji północnego ramienia transeptu katedry strasburskiej
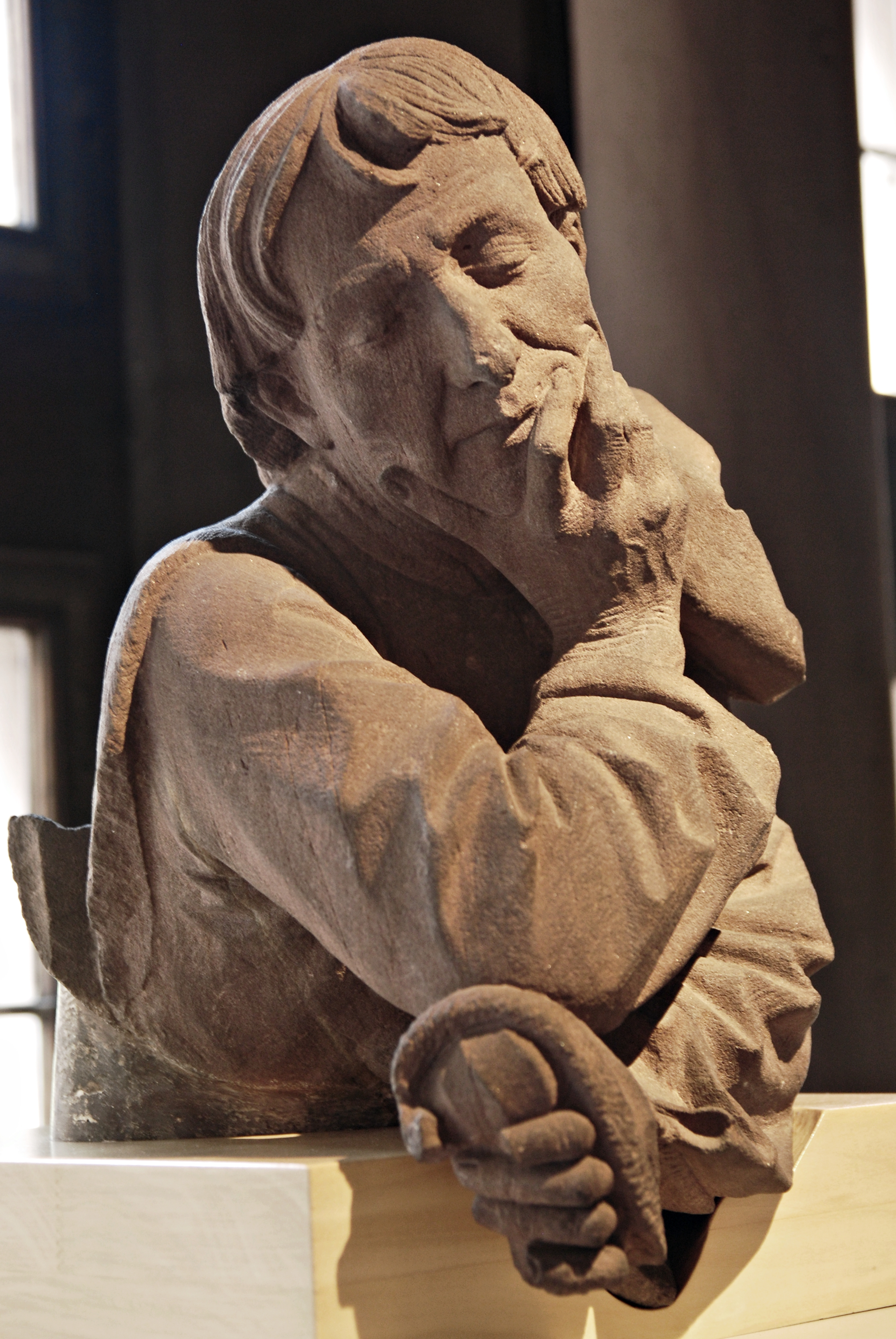
Mikołaj z Lejdy, Popiersie młodego mężczyzny
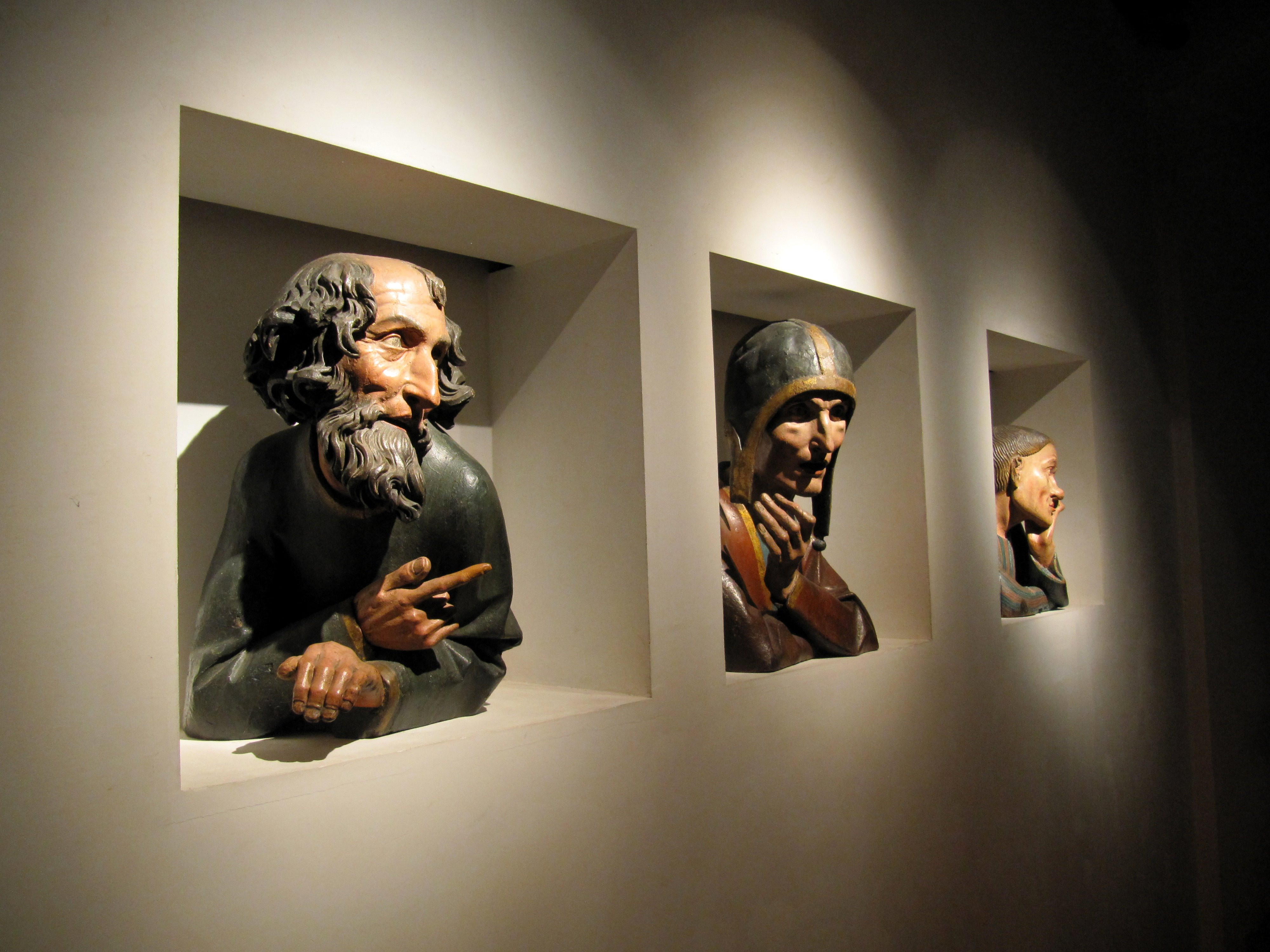
Rzeźby Niclasa von Hagenau z dawnego ołtarza głównego katedry
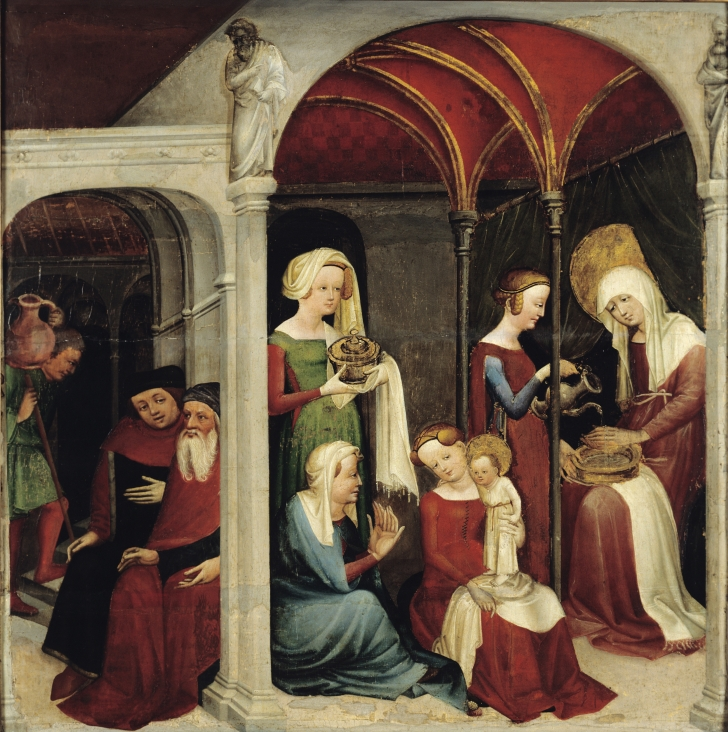
Nieznany artysta strasburski, Narodziny Marii z około 1420 roku
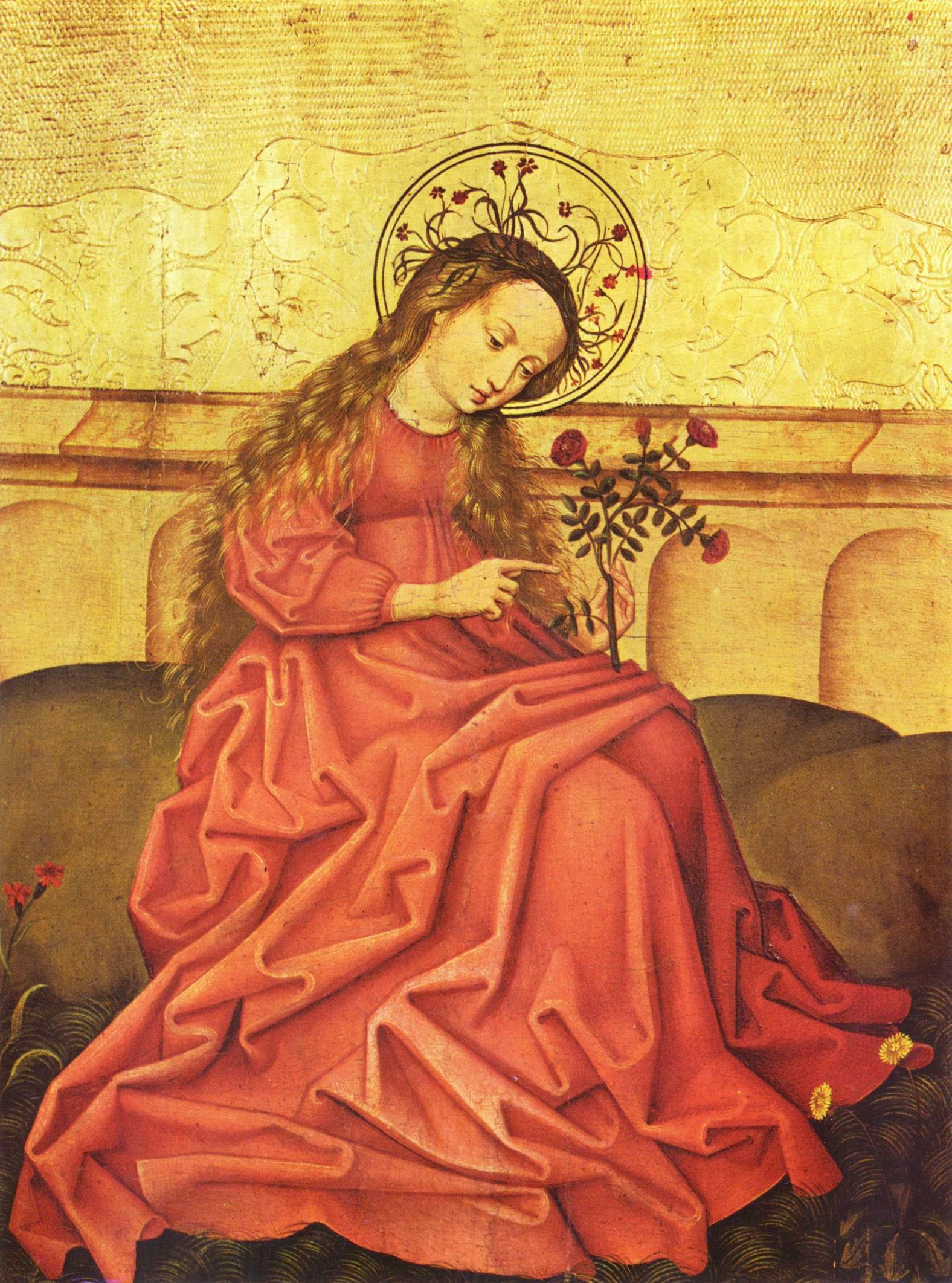
Nieznany artysta górnoreński, Maria w ogrodzie, pierwsza ćwierć XV wieku
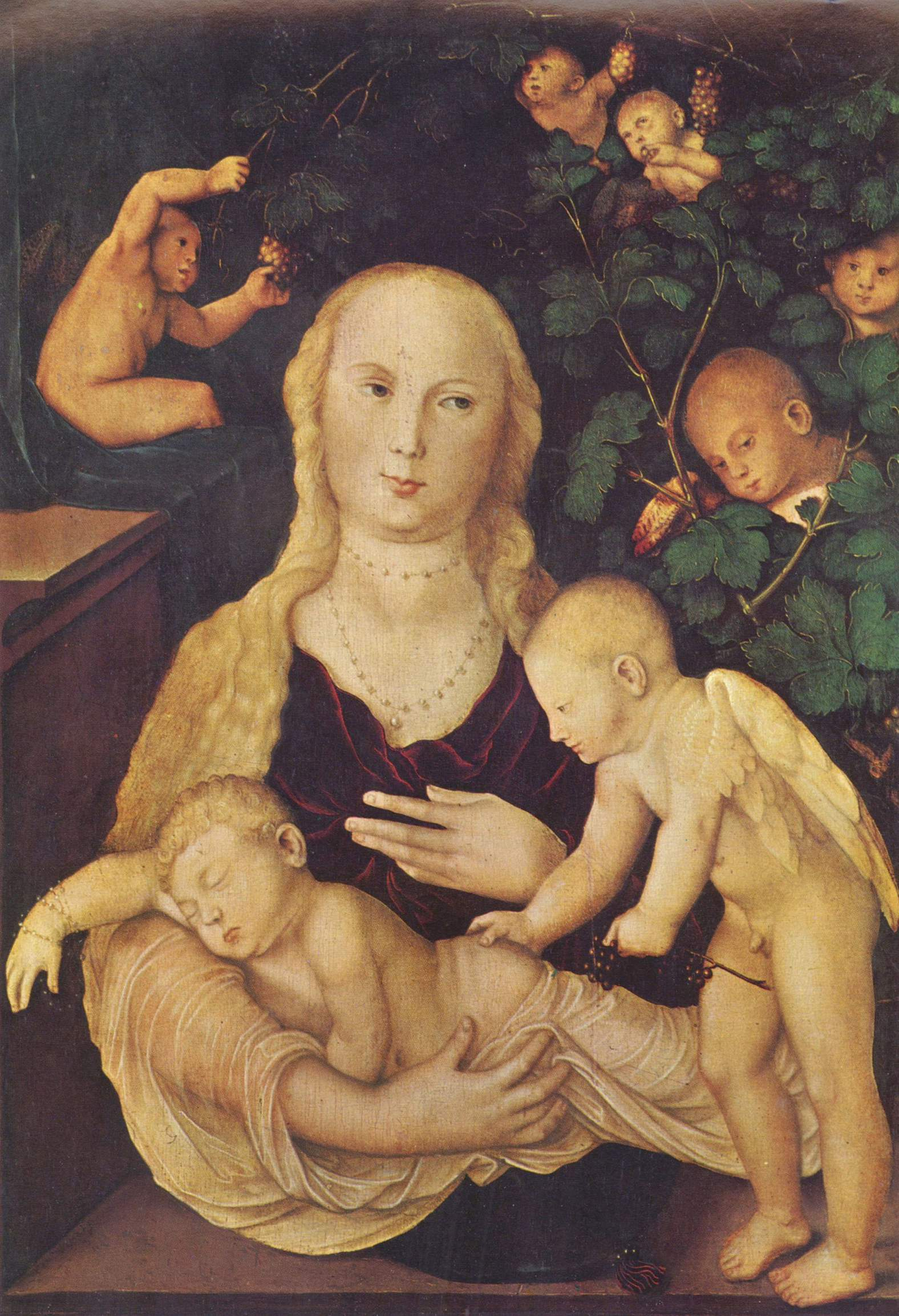
Hans Baldung, Madonna z Dzieciątkiem pośród winogron, około 1541-1543